# Клименко, Александр Иванович (писатель)
Александр Иванович Клименко (укр. Олександр Іванович Клименко; род. 26 апреля 1970, Коростышев Житомирская область) — украинский писатель, литературный критик, музыкант. Лауреат литературных премий.

## Биография
Родился 26 апреля 1970 года в Коростышеве Житомирской области в семье учителей. Отец Клименко Иван Архипович (1925—1988) работал преподавателем по класу баяна в Коростышевской детской музыкальной школе, мама Потапенко Нина Ивановна (род. 1943) — учительницей младших классов в Коростышевской начальной школе № 6.
Учился в Коростышевской СШ № 2, восемь классов которой окончил в 1984 году, и Коростышевской детской музыкальной школе (класс баяна, 1984). Окончил Житомирское музыкальное училище им. В. С. Косенко (класс баяна, 1989), Киевскую государственную консерваторию им. П. И. Чайковского (класс баяна и дирижирования, 1995), Волынский государственный университет им. Леси Украинки (факультет последипломного образования, специальность «информатика», 2002).
Печатался в журналах «Четвер», «Ї», «Курьер Кривбасса», «Березиль», «Современность», «Киев», в газетах «Литературная Украина», «Украинская литературная газета», на сайтах www.litakcent.com (ЛитАкцент), www.bukvoid.com.ua (Буквоед) и др.
Для произведений писателя характерно обновление традиционных средств выразительности, «синтез поисков различных литературных школ с последующей трансформацией в своей художественной форме» (М. Слабошпицкий), «филигранно усложнённый стиль» (М. Р. Стех), «использование композиционного приема художественной мозаики, желание зафиксировать Время и Людей не в бытовом и реалистическом, а в универсальном измерении бытия, попытки по-новому озвучить вечные литературные темы» (Е. Баран), «убедительное соединение сюрреализма и трогательного реализма» (В. Лис).
В 2011 году А. Клименко принят в члены Национального союза писателей Украины.
Участник литературного фестиваля «Месяц авторских чтений» (2015).
Произведения писателя переводились на чешский (антология современного украинского рассказа «Украина, давай, Украина!», книга «Наилучшие дни»), русский (публикация романа «Коростышевский Платонов» в журнале «Подъём») и белорусский (сборник «Думы і песні Валыні») языки.
В 2013 году И. Дзюба представил книгу «От не-начала и до не-конца» на соискание премии им. Юрия Шевелёва.
Участник (в составе ансамбля современной музыки САТ) международных и всеукраинских фестивалей авангардной, джазовой, современной академической и импровизационной музыки, среди которых: Новая территория (Киев), Премьеры сезона (Киев), Форум музыки молодых (Киев), Киев-Музик-Фест (Киев), Джазовый фестиваль (Черкассы), Фестиваль свободного искусства Шуры Шварцдыгулова (Белая Церковь), Оберег (Луцк), Радио-Рокс Украина (Киев), Мета-Арт (Киев).
Живёт в Луцке.

## Библиография

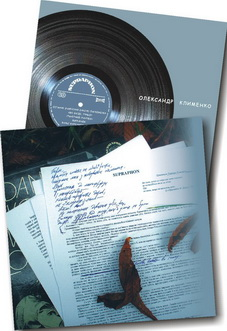
Supraphon

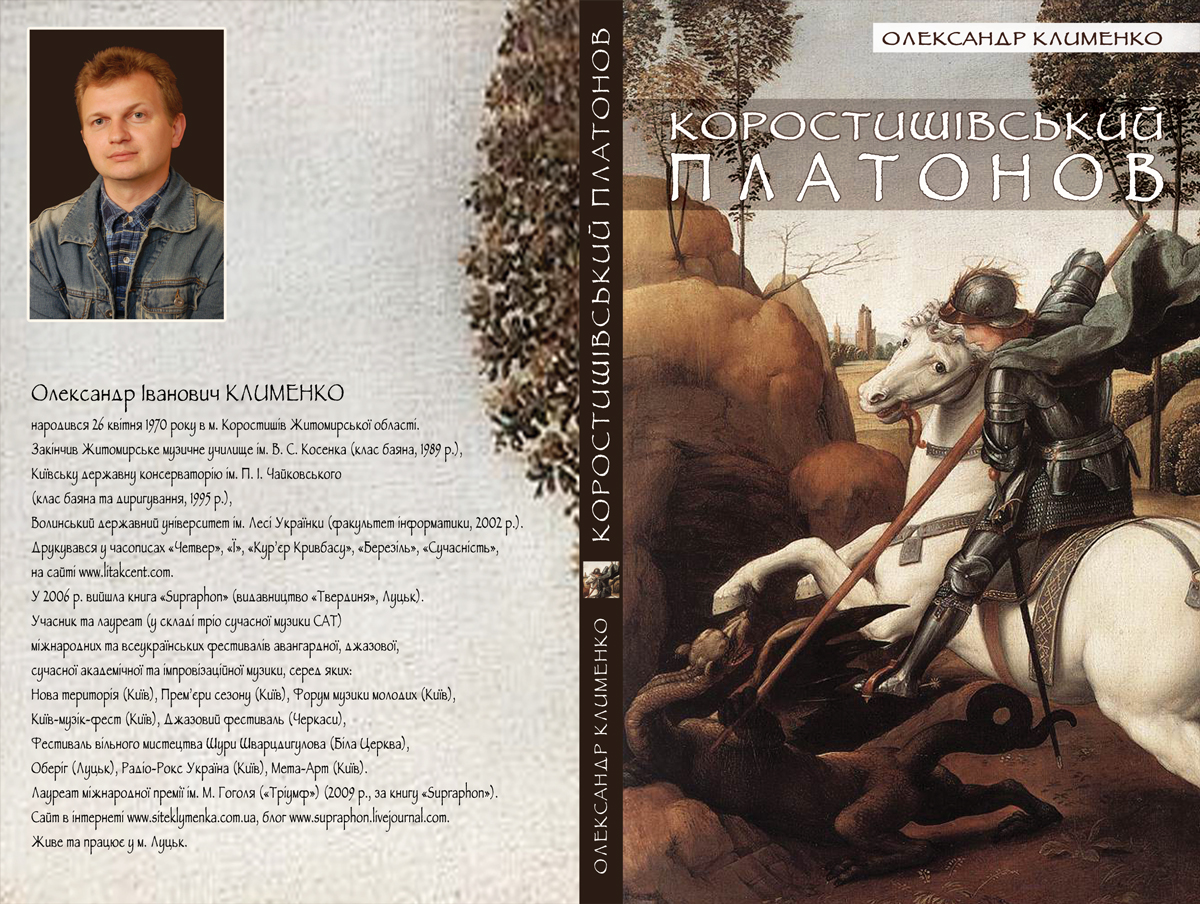
Коростышевский Платонов

## Дискография
- САТ (2006)
- САТ & Алла Загайкевич — Зимний САТ (2011)
- COPICAT (2012)

## Премии
- 2009 — Международная литературная премия им. Николая Гоголя (за книгу «Supraphon»)[9]
- 2011 — Международная литературная премия имени им. Григория Сковороды «Сад божественных песен» (за роман «Коростышевский Платонов»)[10]
- 2014 — Литературно-художественная премия им. Пантелеймона Кулиша (2014) (за книгу «От не-начала и до не-конца»)[11]
- 2016 — Волынская обласная литературно-художественная премия им. Агатангела Крымского (за активное участие в отечественном литературном процессе и издание романа «Скрытая крепость»)[12]

## Отзывы о творчестве
- Михаил Слабошпицкий рассказывает о романе «Коростышевский Платонов» Архивная копия от 7 октября 2016 на Wayback Machine
- Евгений Баран. Реинкарнационная летопись Александра Клименка Архивная копия от 7 февраля 2012 на Wayback Machine
- Владимир Лис. Слово по пути вверх Архивная копия от 19 сентября 2016 на Wayback Machine
- Василий Слапчук. Черное и белое: отказ от серого Архивная копия от 4 марта 2016 на Wayback Machine
- Юрий Андрухович рассказывает о книгах Александра Клименка